# Cachoeira do Sul
Cachoeira do Sul je grad i općina u Brazilu, u središnjem dijelu države Rio Grande do Sul, 196 kilometara od Porto Alegre. Ime je dobio po vodopadu na rijeci Rio Jacuí. Po procjenama iz 2006. imao je 89.669 stanovnika.